# Tizza
Tizza (en árabe: تيزة‎, en francés: Tizza) es una localidad marroquí perteneciente al municipio de Budinar, en la región Oriental. Desde 1912 hasta 1956 perteneció a la zona norte del Protectorado español de Marruecos.